# Rock Island
För andra betydelser, se Rock Island (olika betydelser).
Rock Island är en stad i delstaten Illinois, USA, med 37 108 invånare enligt folkräkningen år 2020. Staden är säte för Rock Island County och ingår i Quad Cities. Rock Island Arsenal och Augustana College ligger i denna stad.
Skådespelaren Eddie Albert föddes i Rock Island.